# تلیه‌سین وست

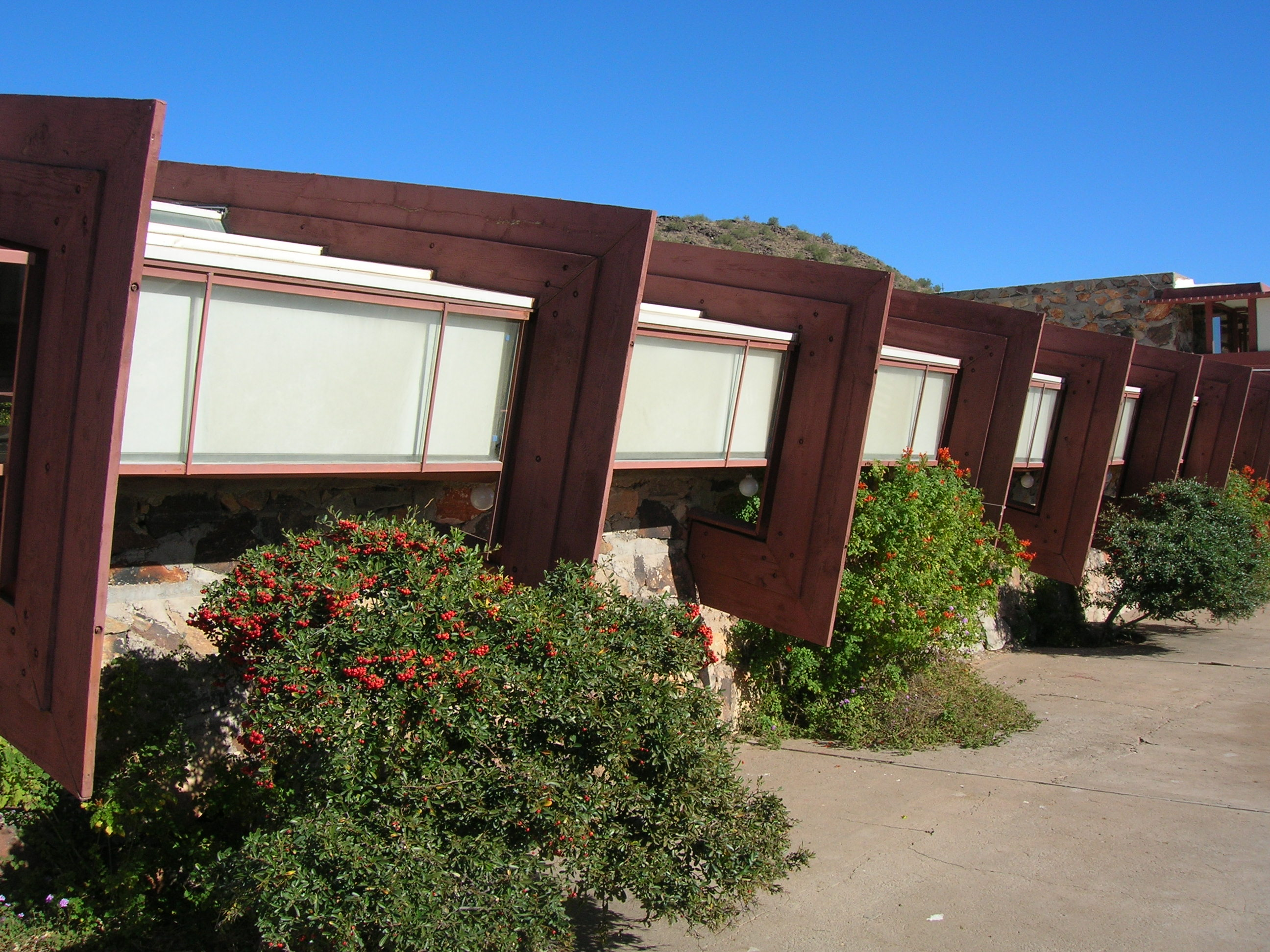

تلیه‌سین وست (به انگلیسی: Taliesin West) خانه‌ای است که معمار معروف آمریکایی، فرانک لوید رایت، در سال ۱۹۳۷ در آریزونا در آمریکا طراحی کرده‌است و در شمار یکی از برترین آثار معماری قرن بیستم است.
این خانهٔ زمستانی در نزدیکی شهر اسکاتس‌دیل و در سبکی از معماری به نام سبک بین‌المللی ساخته شده‌است.
تلیه‌سین وست، یکی از نمونه‌هایی است که فرانک لوید رایت براساس فلسفه «معماری اُرگانیک» یا «طبیعت‌وار» ساخته‌است. او موقع طراحی این ساختمان گفته بود آریزونا به معماری اختصاصی خودش احتیاج دارد. دیوارهای تلیه‌سین وست با صخره‌های محلی آریزونا و ترکیب‌بندی چوب ساخته شده و شیشه‌های بزرگ و عریضی دارد که نور خانه را تأمین می‌کند.

## پبوند به بیرون
- وبگاه رسمی